# Zagir Szachijew
Zagir Muchtarpaszajewicz Szachijew (ros. Загир Мухтарпашаевич Шахиев; ur. 15 kwietnia 1999) – rosyjski zapaśnik, dagestańskiego pochodzenia, startujący w stylu wolnym. Triumfator mistrzostw świata w 2021. Mistrz Europy w 2021. Wicemistrz Rosji w 2021 i trzeci w 2020. Mistrz świata kadetów w 2016 roku.